# GEKE 87 und 88
Die normalspurigen Tenderlokomotiven GEKE 87 und 88 waren Dampflokomotiven für den gemischten Betrieb und wurden von Hanomag 1911 und 1913 für die Greußen-Ebeleben-Keulaer Eisenbahn (GEKE) gebaut. Die Lokomotiven wurden bei verschiedenen Bahnen der Zentralverwaltung für Secundärbahnen Hermann Bachstein eingesetzt. Nach 1945 kamen sie zur Deutschen Reichsbahn und wurden als 92 6102–6103 bezeichnet. Eine Lokomotive blieb bis 1965 erhalten und wurde dann ausgemustert sowie verschrottet.

## Geschichte

### Vorkriegsgeschichte
Steigende Beförderungsleistungen und ständiger Lokmangel veranlassten die Zentralverwaltung für Secundärbahnen Hermann Bachstein, 1911 und 1913 bei Hanomag zwei vierfach gekuppelte Nassdampf-Lokomotiven zu beschaffen. Sie waren besonders für den Güterzugdienst gedacht, wurden aufgrund ihrer Gölsdorf-Achsen auch im Personenzugdienst mit größeren Geschwindigkeiten verwendet. Eingesetzt waren die Loks auf verschiedenen Bahnen, die in Thüringen zum Bachstein-Konzerns gehörten. 

### Deutsche Reichsbahn 92 6102–6103
Nach dem Zweiten Weltkrieg und der Verstaatlichung der in der sowjetisch besetzten Zone liegenden Strecken der Zentralverwaltung für Secundärbahnen wurden beide Lokomotiven von der Deutschen Reichsbahn übernommen und mit den Betriebsnummern 92 6102–6103 versehen. Sie wurden 1948 zunächst auf der Bahnstrecke Wutha–Ruhla eingesetzt. Später kam die Lok 87 auf die Bahnstrecke Weimar–Kranichfeld.
Die Lokomotiven waren in Gotha stationiert und kamen von dort auf die Strecken um Ebeleben und auf die Bahnstrecke Bad Langensalza–Haussömmern. Dort war die 92 6102 1961 in einen Unfall verwickelt und wurde abgestellt. Die 92 6103 wurde 1965 abgestellt. Ausgemustert wurden beide Lokomotiven 1963 und 1966.

## Konstruktion
Die Lokomotiven besaßen viele Merkmale des Baustiles der Preußischen Staatseisenbahnen. Sie besaßen einen Blechrahmen, dessen Rahmenwangen von vorderer bis hinterer Pufferbohle durchliefen und in dem ein Wasserkasten mit 4,5 m³ Inhalt eingenietet war. Das Laufwerk wurde mit Gölsdorf-Achsen ausgeführt, die beiden äußeren Antriebsachsen waren seitenverschiebbar ausgeführt. Der dritte Radsatz wurde angetrieben. Die Zylinder lagen waagerecht, die Kolben wurden zweischienig geführt. Das bedingte Zylinderstangenverlängerungen. Die innere Steuerung erfolgte mit Flachschiebern, die eine vordere Führung benötigten. Der Kreuzkopf der Heusinger-Steuerung war zweischienig ausgeführt. 
Der Kessel lag sehr hoch, etwa in Langkesselmitte lag der Dampfdom, der bei der GEKE 88 etwas niedriger war. Hinter dem Dampfdom lag ein rechteckiger Sandkasten. Der Stehkessel besaß eine Feuerbüchse aus Kupfer, er trug ein Doppelsicherheitsventil der Bauart Ramsbotton. Gespeist wurde der Kessel von zwei Strahlpumpen. Die Rauchkammer trug einen aufsatzlosen konischen Schornstein.
Ursprünglich besaßen die Lokomotiven Saugluftbremsen und eine Heberleinbremse. Später erfolgte der Umbau auf Druckluftbremsen. Die Luftpumpe dafür fand rechts in Kesselmitte ihren Platz. Der Sandstreuer war handbetätigt und sandete jeweils eine Achse in Fahrtrichtung. Die ursprüngliche Petroleumbeleuchtung wurde in eine elektrische Beleuchtung mit Turbogenerator sowie die Stangenpuffer durch Hülsenpuffer ausgetauscht.